# Campodea correai
Campodea correai är en urinsektsart som beskrevs av Peter Wolfgang Wygodzinsky 1944. Campodea correai ingår i släktet Campodea och familjen Campodeidae. Inga underarter finns listade.